# Levan Matiashvili
Levan Matiashvili (in georgiano ლევან მატიაშვილი?; Sagarejo, 4 giugno 1993) è un judoka georgiano.

## Palmarès
- Mondiali

Čeljabinsk 2014: bronzo nella gara a squadre.
Astana 2015: bronzo nella gara a squadre.
- Europei

Kazan' 2014: oro nella gara a squadre.
Kazan' 2016: oro nella gara a squadre e bronzo nei +100 kg.
Praga 2020: bronzo nei +100 kg.
- Giochi europei

Baku 2015: argento nella gara a squadre.
- Mondiali juniores

Lubiana 2013: bronzo nei +100 kg.
- Europei juniores

Sarajevo 2013: argento nei +100 kg.
- Europei Under-20

Lommel 2011: argento nei +100 kg.
Parenzo 2012: oro nei +100 kg.

### Vittorie nel circuito IJF
| Data          | Località | Paese   | Categoria  |
| ------------- | -------- | ------- | ---------- |
| 22 marzo 2015 | Tbilisi  | Georgia | Grand Prix |
| 29 marzo 2019 | Tbilisi  | Georgia | Grand Prix |